# Xã Perry, Quận Allen, Ohio
Xã Perry (tiếng Anh: Perry Township) là một xã thuộc quận Allen, tiểu bang Ohio, Hoa Kỳ. Năm 2010, dân số của xã này là 3.531 người.